# World Juggling Federation
Die World Juggling Federation (WJF) ist eine Organisation, die Jonglieren als Sport fördert.

## Geschichte
Im Jahr 2000 wurde die WJF von Jason Garfield, einem Langzeitmitglied der International Jugglers’ Association, gegründet. Er konnte Aufmerksamkeit durch die gezielte Ausrichtung von Jonglieren als Sport erlangen. Im Jahr 2004 wurde die Organisation bekannter, als Jason Garfield Sendezeit bei ESPN kaufte, um Ausschnitte der WJF II Jonglier Wettkämpfe zu zeigen.

## Wettkämpfe
Die bekannteste Veranstaltung der WJF ist die WJF Convention, welche auf ESPN2 ausgestrahlt wurde. Die Vereinigung motiviert Jongleure gegeneinander anzutreten, um in der technischen Jonglage besser zu werden. Folgende Jonglierrequisiten werden in WJF Veranstaltungen unter anderem verwendet:
- Bälle
- Ringe
- Keulen
- Cigar boxes
- Diabolos
- Devilsticks

Sofern genügend Teilnehmer vorhanden gibt es auch folgende Wettkämpfe:
- Keulenpassen
- 360s
- Ausdauer
- Freestyle
- Extreme Competitions

Es gibt folgende Unterteilung der Teilnehmer der Wettkämpfer: „junior“, „beginner“, „intermediate“ und „advanced“.

## Conventions und Wettkämpfe
Es gibt jedes Jahr eine WJF Convention bei der im Rahmen der Wettkämpfe ein jährlicher Sieger den Titel „Overall Champion“ erhält. Im Anschluss an die WJF gab es einen Wettkampf um die Präsidentschaft („Battle for the WJF Presidency“) aus dem Thomas Dietz als Sieger gegen Jason Garfield hervorging. Kurz danach kam es zu Streitigkeiten zwischen Thomas Dietz und Jason Garfield, wobei Garfield private E-Mail in seinem Web Forum veröffentlichte, um Thomas Dietz als Bösewicht hinzustellen. Bei der WJF 7 im Jahr 2011 wurde ursprünglich Doug Sayers als „Overall Champion“ bekanntgegeben, was sich jedoch aufgrund einer fehlerhaften Zählung der Punkte als falsch herausstellte, da Vova Galchenko mehr Punkte erreicht hatte.
| Jahr | Veranstaltung  | Ort                       | Gewinner, Titel                  |
| ---- | -------------- | ------------------------- | -------------------------------- |
| 2004 | WJF Convention | Las Vegas, Nevada         |                                  |
| 2005 | WJF2           | Las Vegas, Nevada         | Thomas Dietz, Overall Champion   |
| 2006 | WJF3           | Las Vegas, Nevada         | Thomas Dietz, Overall Champion   |
| 2007 | WJF4           | Hartford, Connecticut     | Thomas Dietz, Overall Champion   |
| 2008 | WJF5           | Las Vegas, Nevada         | Thomas Dietz, Präsident.         |
| 2010 | WJF6           | Las Vegas, Nevada         | Doug Sayers, Overall Champion    |
| 2011 | WJF7           | Springfield, Illinois     | Vova Galchenko, Overall Champion |
| 2012 | WJF8           | Sioux Falls, South Dakota | Doug Sayers, Overall Champion    |